# Chalcorana mocquardi
Hylarana mocquardi es una especie de anfibio anuro de la familia Ranidae.
Es endémica de las Célebes (Indonesia).